# Le Magny (Indre)
Le Magny è un comune francese di 1 048 abitanti situato nel dipartimento dell'Indre nella regione del Centro-Valle della Loira.

## Società

### Evoluzione demografica
Abitanti censiti